# Anoplocurius
Anoplocurius is een kevergeslacht uit de familie van de boktorren (Cerambycidae). De wetenschappelijke naam van het geslacht werd voor het eerst geldig gepubliceerd in 1920 door Fisher.

## Soorten
Anoplocurius omvat de volgende soorten:
- Anoplocurius altus Knull, 1942
- Anoplocurius canotiae Fisher, 1920
- Anoplocurius incompletus Linsley, 1942